# Castell de Peracense
El Castell de Peracense és un castell medieval situat a la població de Peracense a l'Aragó, concretament a la comarca del Jiloca, situat a la Serra Menera, a 1365 m sobre el nivell del mar.

## Història
El lloc on avui hi ha el castell ja fou ocupat a l'edat del bronze i també ho fou en època islàmica. Però fou a partir del segle xii quan va prendre un valor estratègic per ser un punt de frontera entre els regnes d'Aragó i Castella, concretament era el punt de divisió entre el Senyoria de Molina, el d'Albarrasí i la Comunitat de Daroca. Formava part del sistema defensiu de la frontera castellanoaragonesa del qual també formen part els castells d'Albarrasí, Daroca, Tornos i Santed per la banda aragonesa i d'Embid i Molina de Aragón per part castellana. D'aquesta manera, doncs, el castell fou enfortit i al segle xiv se li va donar la forma que té actualment. Ara bé, al segle xv, amb la unió dinàstica dels dos regnes i la incorporació de noves armes de setge, el castell va caure progressivament en desús.
El 1987 va començar la restauració del castell per part del Govern d'Aragó.

## Estructura
El castell està format per tres recintes emmurallats concèntrics que s'assenten sobre afloraments de roques vermelles. La muralla exterior protegeix el sector més vulnerable i planer; compta amb uns murs d'un gruix considerable i tres torres, així com amb un pati extens que també va servir com a pedrera per extreure pedres de molí.
En el segon recinte hi ha les dependències de la tropa i hi destaca, la porta d'entrada, protegida per una torre que alhora també protegia la torre d'entrada; l'anomenada torre de l'Hospital, que servia de vigia i coordinava els dos recintes, i finalment una gran cisterna.
El tercer recinte és el més singular, està construït sobre la roca viva i s'hi accedia per una escala mòbil, que estava protegida per una falsa torre de l'homenatge perquè en realitat es tracta d'un poderós mur pantalla que guarda tota aquesta estructura. A dins d'aquest recinte hi htrobem les estances més nobles, amb volta apuntada i unes altres cisternes.